# Nelepeč
Nelepeč je vesnice, část obce Nelepeč-Žernůvka v okrese Brno-venkov v Jihomoravském kraji. Rozkládá se v Křižanovské vrchovině. Žije zde 18 obyvatel. Katastrální území Nelepče má rozlohu 2,12 km².

## Název
Jméno vesnice (mužského rodu) bylo odvozeno od osobního jména Nelepek (jehož základem bylo přídavné jméno nelepý - "nehezký"). Význam místního jména byl "Nelepkův majetek". Ze 17. a 18. století jsou doloženy i podoby Nelepčí a Nejlepší.

## Historie
První písemná zmínka o vsi je z roku 1390. Od roku 1850 byla Nelepeč součástí obce Úsuší. Před rokem 1921 se osamostatnila, její místní částí byla také blízká Žernůvka. V roce 1995 byl název obce změněn na současný složený tvar Nelepeč-Žernůvka.

## Obyvatelstvo
| Rok            | 1869 | 1880 | 1890 | 1900 | 1910 | 1921 | 1930 | 1950 | 1961 | 1970 | 1980 | 1991 | 2001 | 2011 | 2021 |
| -------------- | ---- | ---- | ---- | ---- | ---- | ---- | ---- | ---- | ---- | ---- | ---- | ---- | ---- | ---- | ---- |
| Počet obyvatel | 61   | 56   | 72   | 63   | 79   | 78   | 61   | 32   | 39   | 36   | 20   | 14   | 10   | 8    | 18   |
| Počet domů     | 10   | 10   | 11   | 11   | 12   | 12   | 12   | 14   | —    | 11   | 9    | 13   | 13   | 13   | 13   |

Vývoj počtu obyvatel

## Pamětihodnosti
- Krucifix